# 2014年ソチオリンピックとパラリンピックのマスコット
ヒョウ、ホッキョクグマ、ノウサギ（The Leopard, The Polar Bear, The Hare）は、ロシアのソチで開催された2014年ソチオリンピックの公式マスコットキャラクター、レイ・オブ・ライト、スノーフレーク（The Ray of Light, The Snowflake）は2014年ソチパラリンピックの公式マスコットキャラクターである。2011年2月26日にオリンピックのマスコットは一般投票、パラリンピックのマスコットはパラリンピックの金メダリストたちによって選ばれた。
当初、オリンピックのマスコットはユキヒョウ、ホッキョクグマ、ノウサギだったが、ソチオリンピック準備期間中にユキヒョウから褐色のヒョウに変更された。

## 歴史

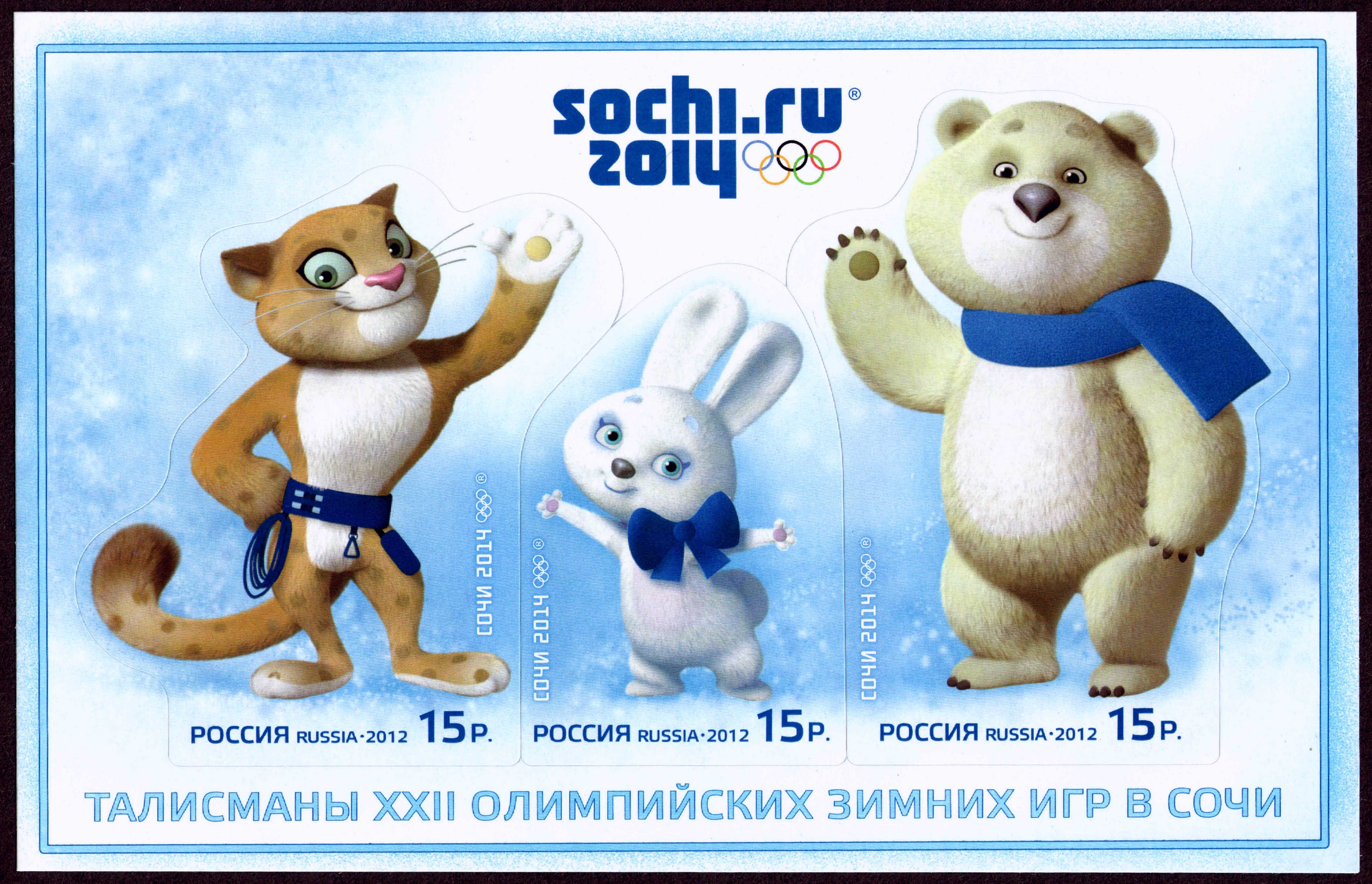
オリンピックマスコットのヒョウ、ノウサギ、ホッキョクグマ

2007年7月に2014年冬季オリンピックの開催地がソチに決定したが、2014年冬季オリンピックの開催地選考におけるソチのシンボルマークは「スノーフレーク」だった。2008年3月2日に行われた2008年ロシア大統領選挙に併せて、ソチで2014年ソチオリンピックのマスコットを決める非公式投票が行われた。「ジェド・マロース」「スノーフレーク」「イルカ」「ホッキョクグマ」の四択で、有権者は27万人だった。最多得票は黒海のシンボルであるイルカだったが、ソチ2014組織委員会の担当者は「公式マスコットは2011年まで決定されない」と話した。
2010年9月1日からロシア国内で2014年ソチオリンピックとソチパラリンピックの公式マスコットのデザイン公募が開始された。開催国在住のすべての人々にマスコットのアイデアを提案する機会が与えられるのは、歴史上初めてとなる。マスコットは2011年2月に最終決定される。マスコット・コンペティションの一環として、ロシア全国の学校でマスコットをデザインする授業が行われたり、コンペティションへの参加を促すためにNHL選手のアレクサンドル・オベチキン、スーパーモデルのナタリア・ヴォディアノヴァ、オリンピックメダリストのオクサナ・ドムニナ、マキシム・シャバリンら、ソチ2014アンバサダーたちがアイデアを提案するイベントが開催された。2010年10月4日、コンペティションへ国外在住のロシア人や外国人からもたくさんの応募があったことを受けて、国際的な参加を受け入れることが発表された。
デザインの応募は2010年12月5日に締め切られた。12月3日の発表によると、人気のあるテーマは動物（クマ、ユキヒョウ、イルカ）、雪のキャラクター（雪だるま、スノーフレーク、氷塊）、おとぎ話のキャラクター（ジェド・マロース、スネグーラチカ、チェブラーシカ、ボガトィーリ、ジンジャーブレッドマン）、抽象的なキャラクター（ロシア帽、マトリョーシカ人形）だった。
2010年12月21日、ユーリ・バシュメット、フョードル・ボンダルチューク、ナターシャ・イオノヴァ、アレクサンドル・ポポフらで構成された専門家審査委員会にて、一次選考結果として10個のオリンピック、3個のパラリンピックのマスコットのアイデアが発表された。審査委員の投票結果は封筒に密封され、ソチ2014ボランティアによって回収、集計が行われた。審査を通過したアイデアは、アーティストとアニメーターのチームによってアニメーションイメージが制作された。
2011年2月7日、ロシア国営テレビ局チャンネル1で放送された番組にて、最終選考に進んだ11個のアイデアの最終的なデザインが発表された。

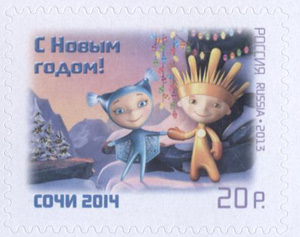
パラリンピックのマスコット　左からスニェジンカ（スノーフレーク）とルチク（レイ・オブ・ライト）

2011年2月26日、チャンネル1で放送された生放送番組『Talismaniya Sochi 2014 - The Final』にて、マスコットの最終選考が行われた。番組はイヴァン・ウルガントが司会を務めた。最初にロシアのサンタクロースで新年のシンボルであるジェド・マロースについて、マスコットに決定した場合、権利が国際オリンピック委員会に帰属するため、選考から除外されることが発表された。最終選考作品が順番に紹介された後、審査委員会によってパラリンピックのマスコットにルチク（レイ・オブ・ライト）とスニェジンカ（スノーフレーク）が選ばれたことが発表され、次にオリンピックのマスコットの一般投票が開始された。投票にはSMSとフリーダイヤルが利用され、合計で100万票を超える投票が行われた。
一般投票の結果、ソチオリンピックのマスコットには得票数トップ3だったユキヒョウ、ホッキョクグマ、ノウサギが選ばれた。組織委員会会長兼CEOのドミトリー・チェルニシェンコは、オリンピックの歴史上初めて、マスコットの審査に全国的な関りがあったことに触れ「マスコットは国全体の選択であり、オリンピックの歴史に残る」と語った。コンペティションの応募総数は2万4048通だった。コンペティションの規則により、マスコットの画像に対するすべての権利は組織委員会に帰属する。最終選考に残ったデザインの作者はソチオリンピックとパラリンピックの開会式に出席するための証明書を受け取り、マスコットの原型となったデザインの作者にはソチ2014パートナーのメガフォン社から記念メダルと記念品も授与された。

## 選考結果

### 一次選考
オリンピックマスコットのアイデア
- ウサギ (Заяц,  Rabbit)
- イルカ (Дельфин, Dolphin)
- ホッキョクグマ (Белый медведь, Polar bear)
- ヒグマ (Бурый медведь, Brown bear)
- ウソ (Снегирь, Bullfinch)
- ユキヒョウ (Леопард, Leopard)
- スノーボール / スノーフレーク / 浮氷塊 (Снежок / Снежинка / Льдинка, Snowball / Snowflake / Ice floe piece)
- 太陽 (Солнце, Sun)
- 小人 (Человечки, Little men)
- ジェド・マロース (Дед Мороз, Father Frost)

パラリンピックマスコットのアイデア
- マトリョーシカ人形 / タンブラー・トイ（英語版） (Матрешка / Неваляшка, Nested doll / Tumbler toy)
- イルカ
- ウソ

### 最終選考
|   | 作品                                            | 得票率 | 備考                             |
| - | ----------------------------------------------- | ------ | -------------------------------- |
| 1 | ユキヒョウ (Леопард, The Leopard)               | 28%    | オリンピックのマスコットに決定   |
| 2 | ホッキョクグマ (Белый медведь, The Polar Bear)  | 18%    | オリンピックのマスコットに決定   |
| 3 | ノウサギ (Зайка, The Hare)                      | 16%    | オリンピックのマスコットに決定   |
| 4 | イルカ (Дельфин, The Dolphin)                   | 12%    |                                  |
| 5 | ウソ (Снегирь, The Bullfinch)                   | 10%    |                                  |
| 6 | 小さな太陽 (Солнышко, The Sun)                  | 8%     |                                  |
| 7 | マトリョーシカ人形 (Матрешки, Matryoshka Dolls) | 5%     |                                  |
| 8 | ヒグマ (Бурый медведь, The Brown Bear)          | 3%     |                                  |
| - | ルチク (Лучик, The Ray of Light)                | -      | パラリンピックのマスコットに決定 |
| - | スニェジンカ (Снежинка, The Snowflake)          | -      | パラリンピックのマスコットに決定 |
| - | ジェド・マロース (Дед Мороз, Father Frost)      | -      | 最終選考から除外                 |

## 特徴

### オリンピックのマスコット
ヒョウ
ヒョウは雪に覆われたコーカサス山脈最高峰にある巨木の上に住んでいる山岳救助隊員で登山家でもある。素晴らしいスノーボーダーでもあり、友人や隣人にスノーボードを教えている。陽気な性格で、仲間とダンスをするのが大好きである。
ソチ周辺地域にかつて生息していたペルシャヒョウは1920年代に乱獲によって絶滅したが、ウラジーミル・プーチン首相の主導で野生に戻すための取り組みが行われている。当初、マスコットとして発表されたユキヒョウはロシアでは法律で保護されている動物だが、密漁や餌となるアイベックスの減少により、個体数に壊滅的な影響を受けている。
ホッキョクグマ
ホッキョクグマは北極圏に浮かぶ氷の上に住んでおり、家のすべてのものは氷と雪でできている。幼少期から北極探検家に育てられ、スキー、スケート、カーリングを教えられた。しかし、そりに乗るのが好きで、リュージュとボブスレーの選手になった。
ホッキョクグマもユキヒョウと同じくロシアで保護対象の動物だが、気候変動による北極圏の生息環境の変化や密漁の影響を受けている。
ノウサギ
ノウサギは冬の森で最も忙しい住民である。森の学校では勉強で優秀な成績を残し、レストラン「森のダム」で母親を手伝い、さまざまなスポーツ大会にも参加している。スポーツを愛し、歌とダンスが好きである。
ノウサギの一種であるユキウサギはロシア全域に生息している。

### パラリンピックのマスコット

スニェジンカ（左）とルチク

ルチク（レイ・オブ・ライト）
ルチクは暑い惑星から地球にやってきた異星人。琥珀色の肌と輝く大きな目、炎のように見える髪を持っている。地球では新しい経験に圧倒されたが、すぐに地球の人々と共通点が多いことを知り、ノルディックスキーを始めて周りの人々と友人になった。友人からはスキーを学び、ホッケーで遊んだ。
スニェジンカ（スノーフレーク）
スニェジンカは氷の彗星に乗って地球にやってきた異星人。寒い惑星出身で雪のように白い肌をしている。とてもダンスが好きで、最もお気に入りのスポーツは他のスノーフレークと一緒に飛んで、回転することもできるスケートとフリースタイルである。ルチクと友人になり、アイススレッジホッケーと車いすカーリングを考案した。2人は地球にとどまり、最終的にスポーツを通して人間とあまり変わらないことを認めた。

## バイラル・マーケティング
ゾイチ (ЗОЙЧ) はカエルがモチーフのキャラクターで、名前はソチ2014公式ロゴの「2014」が「ZOIЧ」に似ており、ロシア語表記にすると「ЗОЙЧ」になることに由来する。
マスコット・コンペティション公式サイトにはユーザーが応募作品を5段階で評価できるシステムがあったが、ゾイチは評価ランキングで1位になる人気キャラクターだった。9月10日に登録されて以来、3ヶ月間でランキング1位ではなかったのはわずか3日間のみだった。また、公開された動画の再生回数は50万回を超え、ロシアの主要テレビ局だけでなく、アルジャジーラを含む多くの国外テレビ局でも放送された。しかし、最終選考には残らなかった。
2011年6月、ソチ2014組織委員会のドミトリー・チェルニシェンコ会長とゾイチを制作したイェゴール・ジグンは、ゾイチが組織委員会の依頼で制作され、コンペティションにインターネットユーザーの注目を集めるためのバイラル・マーケティングのキャラクターだったことを明らかにした。イェゴール・ジグンは「クレムリン（ロシア政府）は関与していなかった」と話した。6月14日には組織委員会がウサギ、イルカ、ヒョウ、スノーボールなどと共にゾイチに関する権利の登録を行っていた。
ゾイチは2011年7月28日に放送されたテレビアニメ『フューチュラマ』シリーズのシーズン6・第20話に登場した。

## 評価・反応
ユキヒョウは得票率1位でオリンピックのマスコットに選ばれたが、最終選考の投票日当日にプーチン首相がソチを訪問し、ソチではかつてヒョウが絶滅したが、これから復活させようとしていることに触れ「オリンピックが何らかの形で地域の環境に役立つのであれば、ヒョウは象徴的なものになるだろう」と話していた。ヒョウに関しては、政府関係者の話として「コーカサス生物圏保存地域でヒョウを野生に戻すための取り組みをしていることから、ソチ2014組織委員会はヒョウがマスコットに選ばれることを望んでいる」とも報じられていた。
公正ロシアのセルゲイ・ミロノフ党首はホッキョクグマが統一ロシアのシンボルに描かれたものに非常に似ていると指摘した。1980年モスクワオリンピックのマスコット「ミーシャ」を制作したヴィクトル・チジコフは、ホッキョクグマは自分のデザインを盗用していると話した。これに対し、組織委員会は「ソチオリンピックのために『特別に』デザインされたものだ」とする声明を出した。ホッキョクグマは「ミーシャの孫」とされ、2014年ソチオリンピックの閉会式ではモスクワオリンピックに関する演出も行われた。インターネット上では見た目の怖さから「悪夢のクマ」(Nightmare Bear) とも呼ばれた。
政治家のウラジーミル・ジリノフスキーは「ヒョウは残虐な動物で、幸せな気持ちをもたらさない」「クマは最も愚かな動物」「ウサギは臆病者で、いつも逃げている」として、すべてのマスコットはロシアに対する侮辱だと話した。
ドミートリー・メドヴェージェフ大統領は投票結果が本当に国民の意思を反映しているかどうか疑問だと話した。セルゲイ・ミロノフによると、メドヴェージェフはヒグマを好んでいたとされる。